# گرم هارپر
گرم هارپر (انگلیسی: Graeme Harper؛ زادهٔ ۱۱ مارس ۱۹۴۵) کارگردان تلویزیونی اهل بریتانیا است.
از فیلم‌ها یا مجموعه‌های تلویزیونی که وی در آن‌ها نقش داشته‌است، می‌توان به هالیوکس، ماجراهای سارا جین، داخل شماره ۹، خیابان کورونیشن، رابین هود، ایست‌اندرز، تلفات، دکتر هو و آخرین ادای احترام اشاره نمود.